# Monobutylzinn-Verbindungen
Monobutylzinn-Verbindungen (Mono-n-butylzinnverbindungen; abgekürzt MBT nach englisch Monobutyltin) sind zinnorganische Verbindungen mit einer Butylgruppe. Sie werden u. a. als PVC-Stabilisatoren eingesetzt.

## Vertreter
- Butylstannan[S 1]
- Butylzinntrichlorid
- Butylzinnoxid[S 2]

## Verwandte Verbindungen
Neben den Monobutylzinn-Verbindungen sind auch zinnorganische Verbindungen mit anderer Zahl an Butylgruppen bekannt, konkret die Dibutylzinn-Verbindungen, die Tributylzinn-Verbindungen und das Tetrabutylzinn.

## Externe Links zu erwähnten Verbindungen
1. ↑  Externe Identifikatoren von bzw. Datenbank-Links zu Butylstannan:  CAS-Nr.: 78763-54-9, PubChem: 16996, ChemSpider: 16102, Wikidata: Q27109618.
2. ↑  Externe Identifikatoren von bzw. Datenbank-Links zu Butylzinnoxid:  CAS-Nr.: 51590-67-1, EG-Nr.: 257-300-1, ECHA-InfoCard: 100.052.074, PubChem: 40064, Wikidata: Q72514632.